# 罗伯特·斯德威尔·鲍尔
罗伯特·斯德威尔·鲍尔爵士（英語：Sir Robert Stawell Ball，1840年7月1日—1913年11月25日）是一位爱尔兰天文学家，曾在劍橋天文台和丹辛克天文台工作，1874–1892年任愛爾蘭皇家天文學家。